# 아치호이마르탄

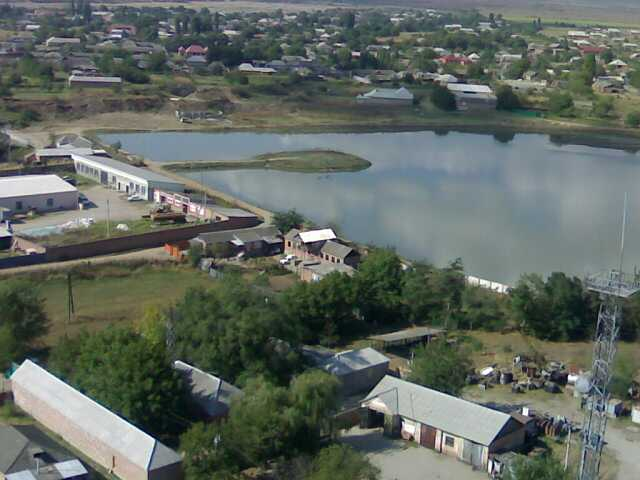

아치호이-마르탄(러시아어: Ачхой-Мартан)은 체첸 공화국에 위치한 도시로, 아치호이마르타놉스키 군의 행정 중심지이다. 인구는 16,742명(2002년)이다. 2023년 도시로 승격되었다.